# Павино Поље
Павино Поље је насеље у општини Бијело Поље у Црној Гори. Према попису из 2003. било је 294 становника (према попису из 1991. било је 350 становника).

## Демографија
У насељу Павино Поље живи 244 пунолетна становника, а просечна старост становништва износи 43,2 година (39,2 код мушкараца и 47,7 код жена). У насељу има 86 домаћинстава, а просечан број чланова по домаћинству је 3,42.
Ово насеље је углавном насељено Србима (према попису из 2003. године), а у последња три пописа, примећен је пад у броју становника.
|  |

| Демографија | Демографија | Демографија |
| Година      | Становника  | Становника  |
| ----------- | ----------- | ----------- |
|             |             |             |
|             |             |             |
|             |             |             |
|             |             |             |
| 1948.       | 346         |             |
| 1953.       | 356         |             |
| 1961.       | 476         |             |
| 1971.       | 552         |             |
| 1981.       | 455         |             |
| 1991.       | 350         | 346         |
| 2003.       | 297         | 294         |
|             |             |             |

| Етнички састав према попису из 2003.‍ | Етнички састав према попису из 2003.‍ | Етнички састав према попису из 2003.‍ | Етнички састав према попису из 2003.‍ | Етнички састав према попису из 2003.‍ |
| ------------------------------------ | ------------------------------------ | ------------------------------------ | ------------------------------------ | ------------------------------------ |
|                                      |                                      |                                      |                                      |                                      |
| Срби                                 | Срби                                 |                                      | 225                                  | 76,53%                               |
| Црногорци                            | Црногорци                            |                                      | 51                                   | 17,34%                               |
| Бошњаци                              | Бошњаци                              |                                      | 2                                    | 0,68%                                |
| Хрвати                               | Хрвати                               |                                      | 1                                    | 0,34%                                |
| непознато                            | непознато                            |                                      | 8                                    | 2,72%                                |

| Година пописа     | 1948. | 1953. | 1961. | 1971. | 1981. | 1991. | 2003. |
| ----------------- | ----- | ----- | ----- | ----- | ----- | ----- | ----- |
| Број домаћинстава | 70    | 72    | 88    | 116   | 98    | 98    | 86    |

| Број чланова      | 1  | 2  | 3  | 4  | 5 | 6 | 7  | 8 | 9 | 10 и више | Просек |
| ----------------- | -- | -- | -- | -- | - | - | -- | - | - | --------- | ------ |
| Број домаћинстава | 86 | 17 | 21 | 16 | 9 | 6 | 10 | 0 | 5 | 0         | 2      |

| Пол    | Укупно | Неожењен/Неудата | Ожењен/Удата | Удовац/Удовица | Разведен/Разведена | Непознато |
| ------ | ------ | ---------------- | ------------ | -------------- | ------------------ | --------- |
| Мушки  | 126    | 45               | 71           | 5              | 1                  | 4         |
| Женски | 122    | 26               | 72           | 19             | 2                  | 3         |
| УКУПНО | 248    | 71               | 143          | 24             | 3                  | 7         |

| Пол    | Укупно                    | Пољопривреда, лов и шумарство | Рибарство                            | Вађење руде и камена | Прерађивачка индустрија       |
| ------ | ------------------------- | ----------------------------- | ------------------------------------ | -------------------- | ----------------------------- |
| Мушки  | 50                        | 28                            | 0                                    | 0                    | 3                             |
| Женски | 15                        | 5                             | 0                                    | 0                    | 1                             |
| УКУПНО | 65                        | 33                            | 0                                    | 0                    | 4                             |
| Пол    | Производња и снабдевање   | Грађевинарство                | Трговина                             | Хотели и ресторани   | Саобраћај, складиштење и везе |
| Мушки  | 0                         | 0                             | 1                                    | 1                    | 3                             |
| Женски | 0                         | 0                             | 0                                    | 0                    | 1                             |
| УКУПНО | 0                         | 0                             | 1                                    | 1                    | 4                             |
| Пол    | Финансијско посредовање   | Некретнине                    | Државна управа и одбрана             | Образовање           | Здравствени и социјални рад   |
| Мушки  | 0                         | 0                             | 1                                    | 5                    | 0                             |
| Женски | 0                         | 0                             | 0                                    | 4                    | 0                             |
| УКУПНО | 0                         | 0                             | 1                                    | 9                    | 0                             |
| Пол    | Остале услужне активности | Приватна домаћинства          | Екстериторијалне организације и тела | Непознато            | Непознато                     |
| Мушки  | 1                         | 0                             | 0                                    | 7                    | 7                             |
| Женски | 0                         | 0                             | 0                                    | 4                    | 4                             |
| УКУПНО | 1                         | 0                             | 0                                    | 11                   | 11                            |